# Sami Özer (Sänger)
Sami Savni Özer (geb. 1950 in Istanbul) ist ein türkischer Sänger der klassischen türkischen und mystischen Musik (Sufi-Musik), der als Muezzin begann und als Kassiden-Sänger hervorgetreten ist.

## Leben
Sami Özer wurde 1950 in Istanbul geboren. Er begann 1965 als ehrenamtlicher Muezzin in der Sultan-Mustafa-III.-İskele-Moschee im Istanbuler Stadtteil Paşabahçe zu arbeiten. Über den türkischen Komponisten Amir Ateş (geb. 1942), den er während seiner Tätigkeit als Muezzin in der Paşabahçe-Moschee kennenlernte, wurde er von Emin Ongan (1906–1985) als Schüler aufgenommen und studierte 13 Jahre lang klassische türkische Musik an der Üsküdar Musikgesellschaft (Üsküdar Musical Society). Im Zuge seiner Ausbildung erwarb er ein breites Repertoire an klassischer türkischer Musik und Sufi-Musik. Im Jahr 1974 gewann er den ersten Preis beim Wettbewerb Goldene Stimme (Altın Ses) in der Sparte türkische Kunstmusik. In den folgenden Jahren nahm er erfolgreich an der Künstlerprüfung der Türkischen Hörfunk- und Fernsehanstalt teil und arbeitete eine Zeit lang beim Istanbuler Rundfunk. Im Jahr 1985 arbeitete er lange Zeit mit Safer Dal (1926–1999), dem Vorsitzenden der Stiftung für die Erforschung und Erhaltung der türkischen Sufi-Musik und -Folklore (Türk Tasavvuf Musikîsi ve Folklorunu Araştırma ve Yaşatma Vakfı'nın, siehe auch Dscherrahi), zusammen. Er sang in der Filmkomödie Alles wird gut! (Originaltitel: Herşey çok güzel olacak) das Lied Fırtınalar mit Mazhar Alanson. Er wurde verschiedentlich von Fahir Atakoğlu begleitet.
Sami Özer trat wiederholt mit der Sarajevska filharmonija (Philharmonie Sarajevo) auf, dem philharmonischen Orchester Sarajevos.

## Diskographie
- Ey Allahım (1-2-3)
- Divane Gönlüm
- İnliyoruz Hasretinle
- Hû